# Moeckli-Affäre
Die Moeckli-Affäre (französisch Affaire Moeckli) im Jahr 1947 war eine politische Krise im Kanton Bern in der Schweiz. Sie umfasst die Vorgänge rund um die Weigerung des Grossen Rates, die Bau- und Eisenbahndirektion dem aus dem Jura stammenden Regierungsrat Georges Moeckli anzuvertrauen. Die Affäre löste eine Kette von Ereignissen aus, die das Erstarken der separatistischen Bewegung in der Jurafrage zur Folge hatten und schliesslich zur Gründung des Kantons Jura im Jahr 1979 führten.

## Auslöser der Affäre
Nach dem Tod von Regierungsrat Ernst Reinhard (SP) am 18. Juni 1947 war die Leitung der Bau- und Eisenbahndirektion verwaist. Sein Parteikollege Georges Moeckli aus La Neuveville, der ab 1938 der Fürsorgedirektion vorstand, wollte einen Direktionswechsel vollziehen. Das Amt des Baudirektors stand ihm gemäss Anciennitätsprinzip zu, doch auch staatspolitische Gründe sprachen dafür. Seit Jahrzehnten hatte kein Jurassier diese Direktion geleitet, und im Jura standen wichtige Infrastrukturprojekte an. Die Regierung sprach sich einstimmig für Moeckli aus. Bei der Personaldebatte im Grossen Rat am 9. September ergriff Hans Tschumi (BGB) aus Interlaken das Wort und plädierte völlig überraschend für die Ablehnung des Regierungsantrags. Er begründete seine Haltung damit, dass Moeckli französischsprachig sei, ein Deutschberner für dieses wichtige Amt jedoch besser geeignet sei. Als Alternative schlug er Samuel Brawand (SP) aus Grindelwald vor. Die Argumentation war jedoch nicht stichhaltig, denn Moeckli sprach ausgezeichnet Deutsch und hatte diese Sprache früher sogar unterrichtet.
Der Antrag rief umgehend heftigen Protest der jurassischen Grossräte hervor, und Jules Schlappach (FDP) warnte eindringlich vor dessen Annahme, da dies negative Folgen für das fragile Verhältnis zwischen Deutschbernern und Jurassiern haben könnte. Dessen ungeachtet nahm der Grosse Rat den Antrag mit 92 zu 62 Stimmen an. Jurassische Parteien und Verbände sowie die dortige Presse verurteilten den Vorgang aufs Schärfste. Die Vereinigung Pro Jura und die Société jurassienne d’émulation (SJE) verlangten eine Revision der für die Jurassier diskriminierenden Verteilung der Direktionen. Der am 17. September im Grossen Rat eingereichte Wiedererwägungsantrag scheiterte knapp mit 68 zu 70 Stimmen, worauf die jurassischen Abgeordneten spontan und geschlossen den Sitzungssaal verliessen.

## Proteste
Die führenden jurassischen Verbände riefen zu einer Protestkundgebung in Delémont auf, wo sich am 20. September über 2000 Menschen versammelten. Sie verlangten die Bildung eines Komitees zur Verteidigung der Rechte und Interessen des Jura, das ein Forderungs- und Aktionsprogramm aufstellen sollte. Die Kantonsregierung erkannte, dass anhaltender Protest die Einheit des Kantons gefährden könnte, weshalb sie eine eingehende Analyse der Beziehungen Berns zum jurassischen Kantonsteil versprach. Der Protesttag entwickelte aber eine Eigendynamik, als einer der Redner, der Industrielle Daniel Charpilloz, die Schaffung eines Kantons Jura forderte. Im Rahmen der Hundertjahrfeier der SJE, die am 27. September in Porrentruy stattfand, kam es zu einem weiteren Eklat, als Jugendliche alle ausgehängten Berner Fahnen herunterrissen und zerfetzten. Am 2. Oktober konstituierte sich in Moutier ein Komitee, nach dem Versammlungsort als Comité de Moutier bezeichnet. Es sollte einen Forderungskatalog erstellen sowie vor allem juristische, verfassungsrechtliche, wirtschaftliche und finanzielle Studien zur Abklärung einer möglichen jurassischen Autonomie in Auftrag geben.
Die jurassische Presse wiederum beschuldigte in den folgenden Wochen unablässig die Kantonsregierung, den Jura systematisch zu benachteiligen und zu unterdrücken. Am 20. November orientierte Regierungspräsident Markus Feldmann den Grossen Rat über den Stand der Dinge. Er teilte mit, dass die Regierung beim Bundesrat gegen die Ausstrahlung eines Beitrags der Schweizer Filmwochenschau interveniert habe, da dieser «eine plumpe, tendenziöse Propaganda für die Lostrennung des jurassischen Kantonsteils vom Kanton Bern» gewesen sei. Abschliessend erklärte er, dass sich die Regierung jeglichen Sezessionsbestrebungen widersetzen werde. Vor allem im Nordjura stiess die Erklärung auf Ablehnung. Am 30. November wurde in Moutier das inaktive Mouvement séparatiste jurassien durch Charpilloz, Roland Béguelin, Roger Schaffter und 19 weiteren Personen wiederbelebt. Diese Separatistenorganisation (1951 in Rassemblement jurassien umbenannt) kündigte an, sie werde sich nun erst recht für einen eigenständigen Kanton einsetzen. Das Comité de Moutier, das bisher eine vermittelnde Rolle eingenommen hatte, wies Feldmanns Erklärung am 6. Dezember ebenfalls mit scharfen Worten zurück.
Zwar war die Moeckli-Affäre nicht der eigentliche Auslöser der Jurafrage, doch in zugespitzter Form war sie ein Katalysator und das erste einer langen Kette von Ereignissen, die 1979 in der Gründung des selbständigen Kantons Jura mündeten.